# Maiola Kalili
Maiola Kalili, né le 3 novembre 1909 à Honolulu et mort le 23 août 1972 à Los Angeles, est un nageur américain.

## Carrière
Maiola Kalili participe aux Jeux olympiques d'été de 1932 à Los Angeles et remporte la médaille d'argent dans l'épreuve du 4x200m nage libre avec George Fissler, Frank Booth et Manuella Kalili.